# Sali Berisha

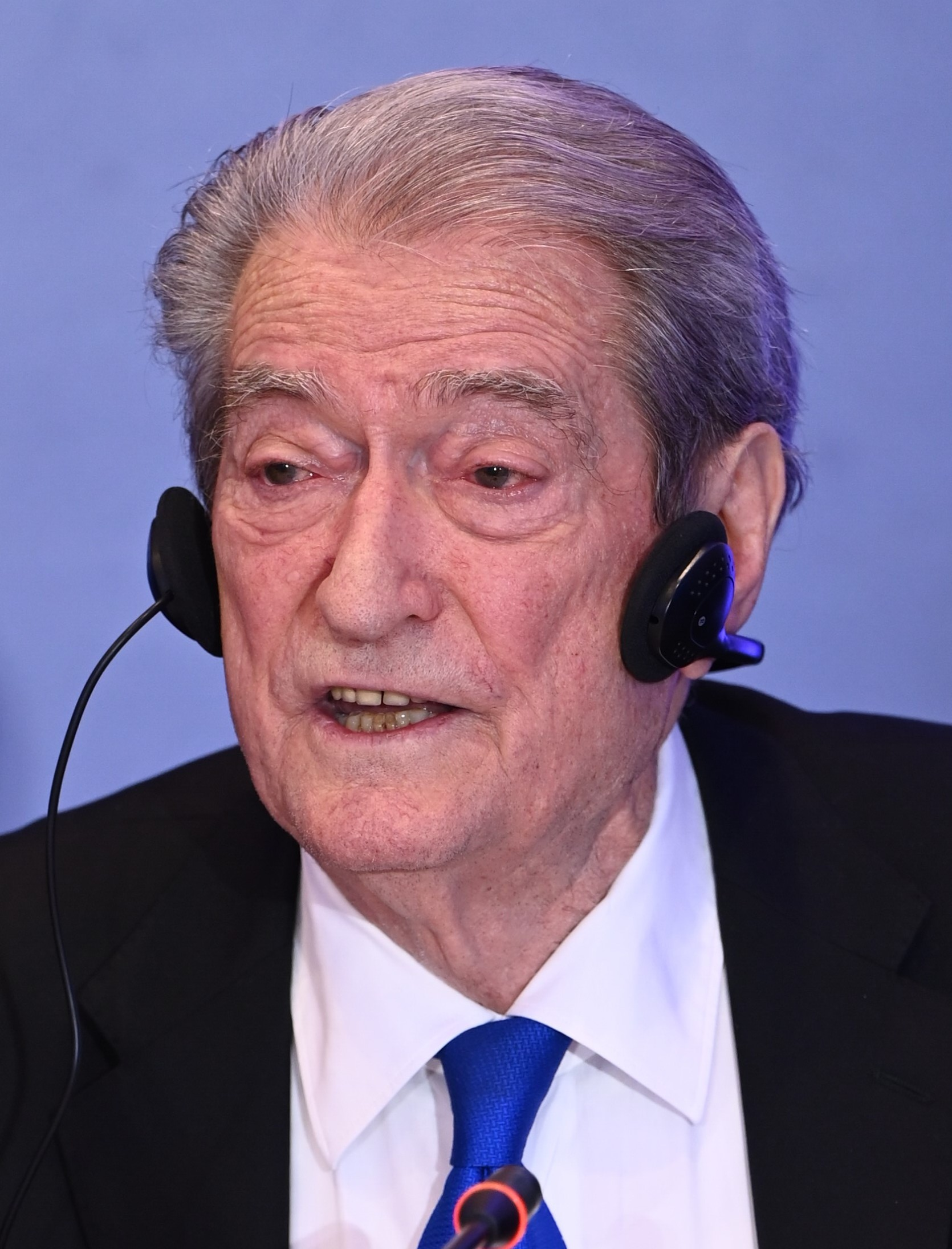
Sali Berisha (2025)

Sali Berisha (* 15. Oktober 1944 in Viçidol bei Tropoja) ist ein albanischer Politiker, der die politische Landschaft Albaniens seit dem Sturz der Diktatur 1990/91 stark prägt. Er war einer der Mitbegründer und viele Jahre Vorsitzender der Demokratischen Partei Albaniens (PD). Außerdem war er von 1992 bis 1997 der erste aus freien Wahlen hervorgegangene Präsident Albaniens.
Zwischen 2005 und 2013 war Sali Berisha der 11. Ministerpräsident Albaniens. 2009 wurden er und sein Kabinett im Amt bestätigt. Bei den Parlamentswahlen vom 26. Juni 2013 unterlag Berisha jedoch samt seiner  Allianz für Beschäftigung, Wohlstand und Integration deutlich dem Herausforderer und ehemaligen Bürgermeister Tiranas Edi Rama von der Sozialistischen Partei (PS) und dessen Allianz für ein Europäisches Albanien. Ein Regierungswechsel fand statt. Daraufhin trat er von seinem Amt als Ministerpräsident und Parteivorsitzender der Demokraten zurück. Obwohl nur noch gewöhnlicher Abgeordneter im Kuvendi i Shqipërisë, nahm Berisha weiterhin wesentlich Einfluss auf die Parteiführung und die Politik der Opposition.

## Leben

### Familie und Ausbildung
Sali Berisha wurde als Sohn von Ram und Sheqere Berisha im Dorf Viçidol bei Tropoja im gebirgigen Nordalbanien nahe der Grenze zu Kosovo geboren. Er stammt aus einem ärmlichen und patriarchalischen Haus, in dem der Bruder seines Vaters, Zeqir Berisha, Familienoberhaupt war. Nach eigenen Angaben war seine Familie aber matriarchalisch geprägt, sodass die Mutter und auch seine sechs Jahre ältere Schwester einen starken Einfluss hatten. Mit fünf Jahren brachte ihm diese Schwester das Lesen bei.
Mit 14 Jahren verließ Berisha seine Heimatregion, um zwischen 1958 und 1962 in Tirana im Konvikt des Medizinischen Technikums zu leben. In seiner Jugend war er von Sigmund Freud fasziniert. Das Lesen war seine größte Leidenschaft, er widmete viel Zeit den Werken von Fan Noli, Ernest Hemingway, Lasgush Poradeci, Lew Nikolajewitsch Tolstoi und Gjergj Fishta.
Nichtsdestoweniger wählte er keine literarische Laufbahn, sondern schrieb sich für ein humanmedizinisches Studium an der Universität Tirana ein, das er 1967 erfolgreich abschloss. Während der 1970er-Jahre wurde Berisha in Albanien für seine Forschungen im Bereich der Kardiologie einer breiten Öffentlichkeit bekannt und wurde zugleich zum Professor dieses Fachgebiets an der Universität Tirana ernannt.
1978 erlangte er von der UNESCO ein neunmonatiges Stipendium für weiterführenden Studien in Paris. Nach deren erfolgreichen Beendigung kehrte er zurück nach Albanien, wo er Studien zur Hämodynamik durchführte, die international mit Anerkennung aufgenommen wurden. Zeitgleich führte er für kurze Zeit als Kardiologe die Abteilung der Hämodynamik der Medizinischen Universitätsklinik in Tirana. Während der Diktatur war er Parteisekretär der medizinischen Fakultät und Arzt des Machthabers Enver Hoxha.
1989 wurde er an der Universität Tirana promoviert.
Verheiratet ist er mit Liri Berisha, einer Kinderärztin. Die beiden haben einen Sohn sowie eine Tochter, Shkëlzen und Argita. Sali Berisha spricht Englisch, Französisch, Spanisch und Russisch.

### Politische Laufbahn

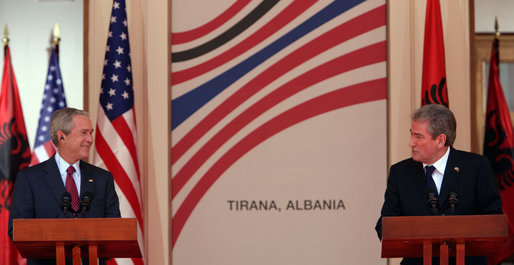
Empfang des damaligen US-Präsidenten George W. Bush bei dessen Staatsbesuch 2007 in Tirana

Bei den Studentenunruhen im Jahr 1990 wurden er und andere Universitätsprofessoren von der Staatsführung für Verhandlungen zu den jungen Demonstranten geschickt. Berisha verbündete sich mit den Studenten und gründete am 14. Dezember 1990 auf dem Gelände der Universität von Tirana die Demokratische Partei (PD), die erste unabhängige Partei Albaniens. Zuerst gehörte er dem Parteivorstand unter Führung von Azem Hajdari an, wenige Monate später wurde er zum Vorsitzenden gewählt.
Nachdem die PD die ersten freien Wahlen 1991 noch nicht für sich entscheiden konnte, war sie ein Jahr später erfolgreicher und löste das 50-jährige kommunistisch-sozialistische Regime des Landes ab. 1992 wurde Berisha zum ersten nicht-kommunistischen Staatspräsidenten Albaniens nach dem Zweiten Weltkrieg gewählt. Nach demokratischen und wirtschaftlichen Reformen, welche die internationale Gemeinschaft anfänglich als erfolgreich beurteilte, waren er und seine Partei 1996 an massiven Wahlfälschungen beteiligt, die der PD eine Drei-Viertel-Mehrheit im Parlament einbrachten. Bei der wenige Monate später folgenden finanziellen Krise und den dadurch ausgelösten bürgerkriegsähnlichen Unruhen sah er sich gezwungen, Anfang 1997 den Ausnahmezustand über das Land zu verhängen. Dies konnte die Lage jedoch nicht beruhigen. Nach dem erzwungenen Rücktritt der Regierung unter Aleksandër Meksi Anfang März, der viel zu spät erfolgt war, berief Berisha den Sozialisten Bashkim Fino zum Premier einer breit abgestützten Übergangsregierung. Im Juli 1997 gewannen die Sozialisten die Neuwahlen, und Berisha gab seinen Rücktritt bekannt.

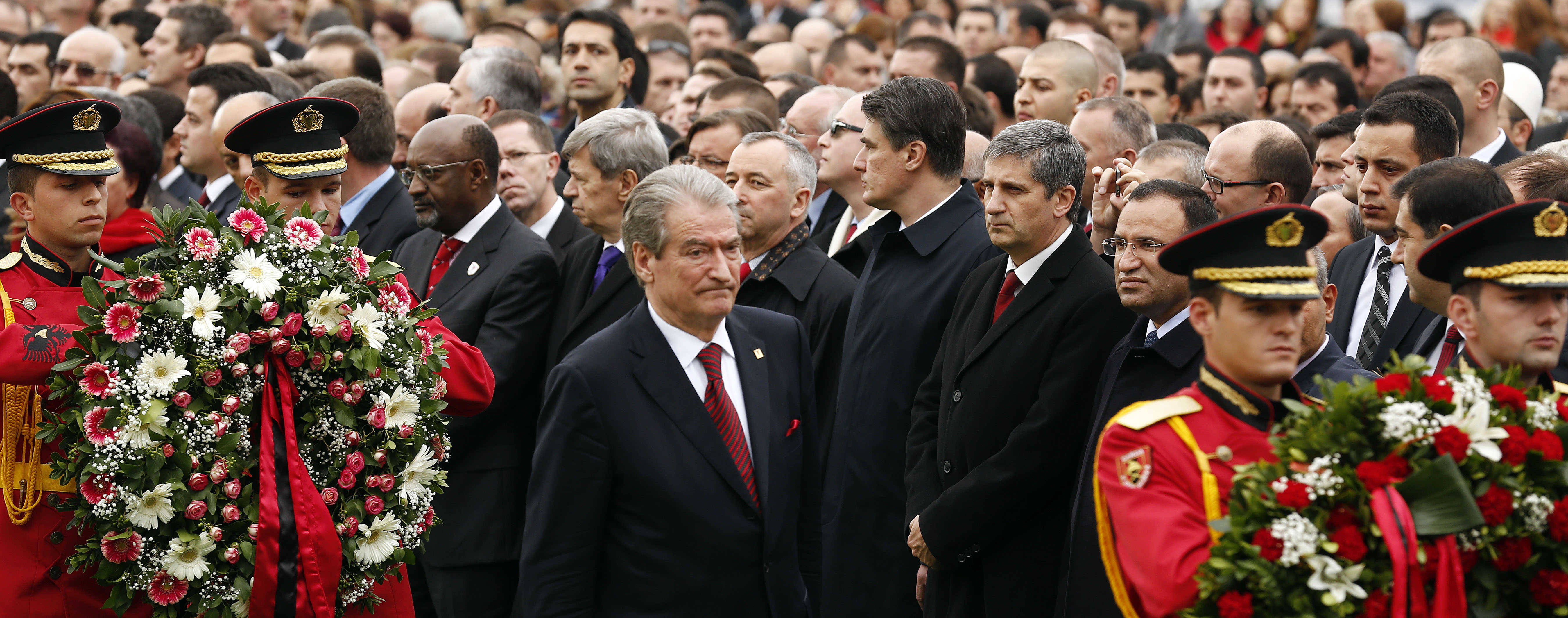
Sali Berisha während der Feiern zum 100-jährigen Jubiläum der Unabhängigkeit Albaniens im November 2012

Auch nach der erneuten Wahlschlappe von 2001 blieb Berisha Oppositionsführer. Von 1997 bis 2005 war er Mitglied des albanischen Parlaments. Bei den Parlamentswahlen im Juli 2005 führte er seine Partei, unter anderem mit Hilfe US-amerikanischer Berater, die auch für George W. Bush gearbeitet hatten, zum Sieg. Nachdem das offizielle Wahlresultat lange auf sich hatte warten lassen, wurde er im September 2005 Ministerpräsident unter einer Koalition zwischen der PD, der Republikanischen und weiteren kleineren Parteien.
Bei den Parlamentswahlen vom Juni 2009 erreichte seine Partei erneut die Mehrheit und ging nebst anderen nun eine Koalition mit der Sozialistischen Bewegung für Integration (LSI) unter dem Vorsitzenden von Ilir Meta ein.
Bei den Wahlen vom Juni 2013 erreichte Berisha und seine Allianz mit nur noch 56 von 140 Sitzen nicht mehr die Mehrheit im Parlament. Klarer Sieger war der ehemalige Bürgermeister Tiranas sowie Vorsitzende der Sozialistischen Partei, Edi Rama, der nach dem Rücktritt Sali Berishas seit dem 10. September 2013 als Ministerpräsident den neuen Regierungschef des Landes stellt. Das Parteibündnis seiner Partei erreichte 84 Parlamentssitze. Nach der Wahlniederlage trat Sali Berisha auch als Vorsitzender der Demokratischen Partei zurück. Er blieb jedoch weiterhin als gewöhnliches PD-Mitglied in der albanischen Politik.
Im Sommer 2014 und im Frühjahr 2016 wurde Berisha von den Parlamentssitzungen im Kuvendi i Shqipërisë jeweils für zehn Tage suspendiert, weil er Personen beleidigt und zur Verletzung geltender Gesetze aufgerufen hatte.
2021 wurden Berisha und enge Familienangehörige von den USA mit einer Einreisesperre belegt. Washington wirft ihnen vor, sich früher der Korruption schuldig gemacht zu haben. Berisha wurde in der Folge – auf Druck der amerikanischen Botschaft – aus der Fraktion der Demokratischen Partei Albaniens ausgeschlossen. Im Dezember 2021 rief Berisha eine Parteiversammlung ein, bei der Parteipräsident Lulzim Basha und die Parteiführung der Demokratischen Partei abberufen wurden. Die Parteiführung der PD erachtete die Versammlung als unrechtmäßig. Nachdem Anfang Januar 2022 Anhänger von Berisha in dessen Gegenwart versucht hatten, die Parteizentrale in Tirana zu stürmen, schloss die Parteileitung Berisha aus der von ihm gegründeten Partei aus. Bei Nachwahlen für das Bürgermeisteramt im in sechs Bashkie am 6. März 2022 traten die Vertreter der „Berisha-Loyalen“ unter dem Namen Shtëpia e Lirisë (Haus der Freiheit) an. In allen Gemeinden erzielten die Kandidaten der Shtëpia e Lirisë etwa gleich viele oder deutlich mehr Stimmen als die offiziellen PD-Vertreter; in Shkodra gewann Berishas Kandidat.

## Politische Positionen

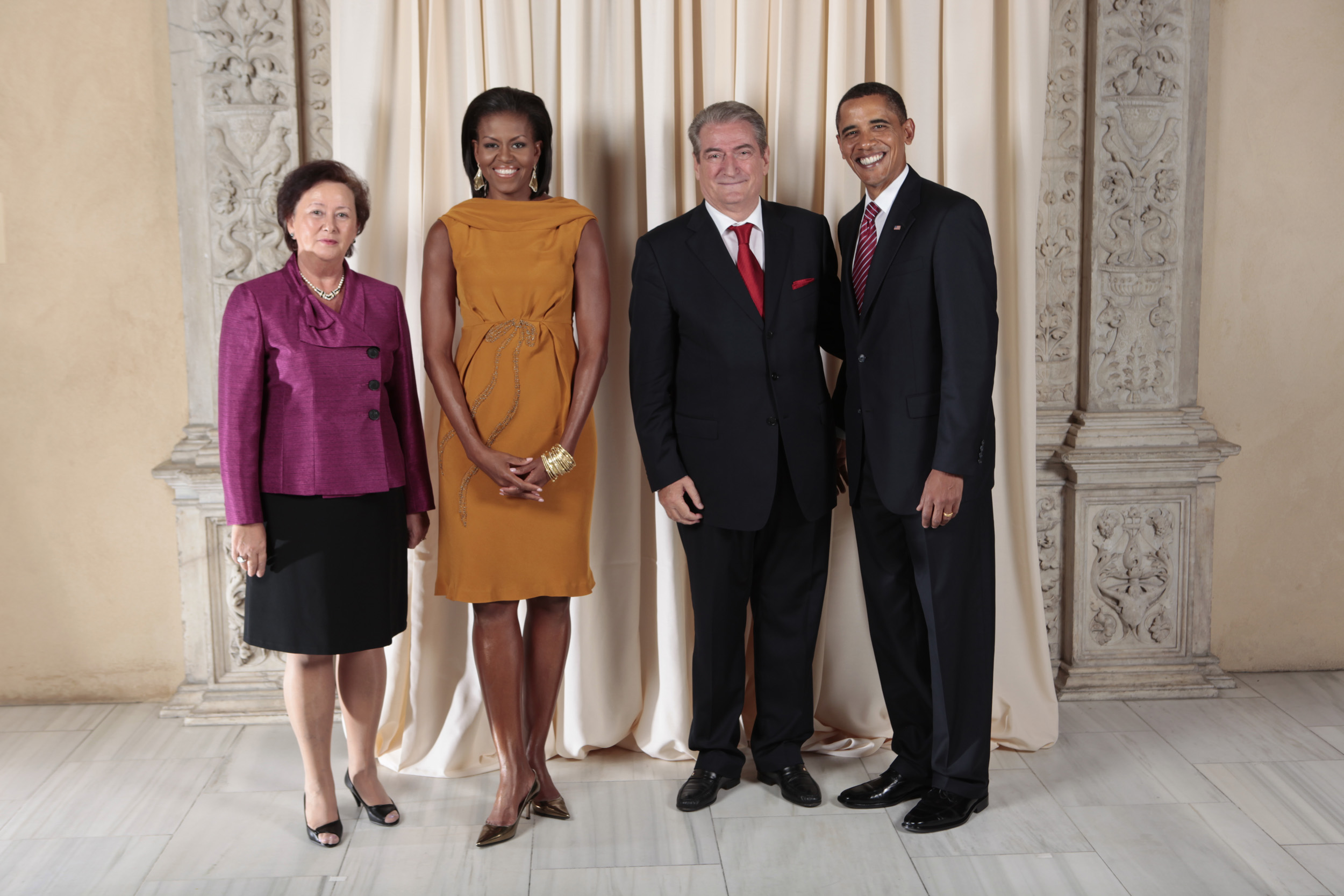
Liri Berisha, Michelle Obama, Sali Berisha und Barack Obama in New York (2009)

Die Demokratische Partei und auch er selber werben immer wieder für ihre „hervorragende Regierung“, die Albanien wirtschaftlich stark vorangetrieben haben soll. Am 20. September 2011 war Berisha beim Börsenschluss von NASDAQ zugegen, wo er mit seiner Aussage zum Wirtschaftsstandort Albanien zu Hause – vor allem bei den oppositionellen Sozialisten – viel Kritik einstecken musste: „Albanien ist offen für Unternehmen. Unser Weg ist kein Boulevard mit Blumen, aber er ist ein Weg mit Hoffnungen, ein Weg der Träume, die wahr werden.“
Die zwischen 2005 und 2013 in der Opposition stehenden Sozialisten unter ihrem Vorsitzenden Edi Rama waren und sind hingegen heftige Gegner der Regierungspolitik von Sali Berisha und seinen Demokraten. Gegenseitig werfen sie sich Korruption, Vetternwirtschaft und Ähnliches vor.
Während vieler Parteikampagnen und wenn er in der Öffentlichkeit ist, bedient sich Berisha oft des Victory-Zeichens.

## Kritik
Sali Berisha stand während seiner Regierungszeiten als Ministerpräsident, aber auch während seiner Amtszeit als Staatsoberhaupt im In- als auch im Ausland oft in Kritik. Ihm werden Ämterpatronage, Nepotismus und Klientelismus vorgeworfen.
Am 15. März 2008 starben bei der Explosionskatastrophe von Gërdec nahe Tirana 26 Personen. Daraufhin trat der damalige Verteidigungsminister Fatmir Mediu (PR) vom Kabinett Berisha zurück. Nach drei Jahren wurden drei Hauptverantwortliche zu zehn Jahren Haft verurteilt. Einer davon war hoher Verantwortlicher im Verteidigungsministerium.
Am 21. Januar 2011 protestierten über 20.000 Menschen in der Hauptstadt gegen die von Berisha und seiner Demokratischen Partei geführte Regierung. Vier Oppositionelle wurden dabei von der Republikanischen Garde erschossen, als sie vor dem Regierungsgebäude demonstrierten. Einige Personen wurden dabei als Verantwortliche angeklagt, bis heute wurde jedoch kein gerichtliches Urteil gefällt.
Ende Dezember 2023 ordnete ein albanisches Gericht Hausarrest gegen Berisha an. Die albanische Staatsanwaltschaft wirft ihm vor, als Ministerpräsident 2008 den staatlichen Sportkomplex von FK Partizani in Tirana zugunsten seines Schwiegersohns Jamarber Malltezi privatisiert zu haben. Der Schwiegersohn wurde Oktober 2023 festgenommen und wegen Korruption und Geldwäsche angeklagt.